# Doma clásica

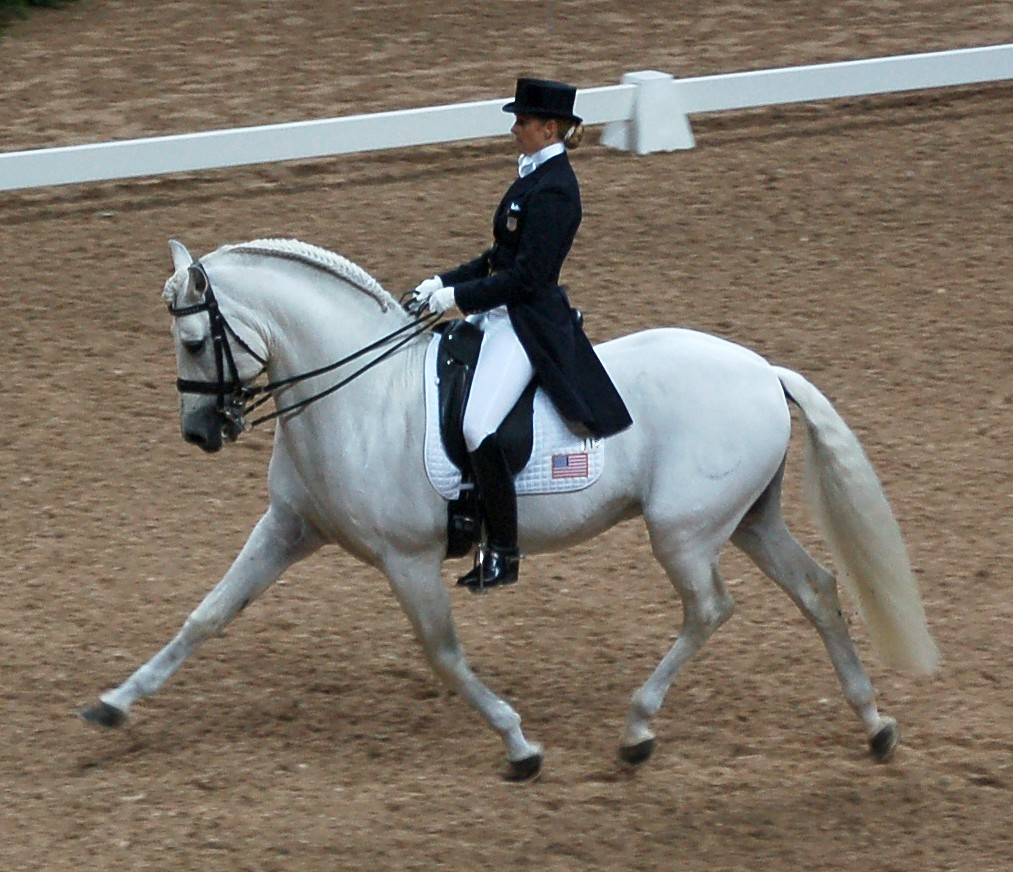
Kristina Harrison-Naness (Estados Unidos) montando a Rociero XV, un PRE entero, en la final de la Copa del Mundo de la FEI.

La doma clásica o adiestramiento (en francés e inglés: dressage) es una de las disciplinas olímpicas que forman la equitación.

## Finalidad y objetivo
Esta disciplina tiene por objetivo el desarrollo del caballo mediante un entrenamiento racional, metódico y equilibrado por medio del cual el jinete consigue que este realice todas sus órdenes con armonía, equilibrio y actividad. El caballo se vuelve tranquilo, elástico, ágil y flexible, a la vez que se hace más confiado y atento a  las órdenes del jinete, llegando a formar con él un binomio perfecto.
Estas cualidades se manifiestan por:

- La franqueza y la regularidad de los aires. - La armonía, la ligereza y la facilidad de los movimientos. - La ligereza del tercio anterior y el remetimiento de los posteriores cuyo origen es debido a una impulsión, siempre activa. - La sumisión a la embocadura con una descontracción total y sin tensión ni resistencia alguna.
- El caballo da así la impresión de manejarse por sí mismo. Confiado y atento, obedece generosamente las indicaciones de su jinete, permaneciendo absolutamente derecho en todos los movimientos en línea recta y ajustando su incurvación a las trayectorias curvas.
- Su paso es regular, franco y suelto. Su trote es libre, elástico, regular sostenido y activo. Su galope es regular, ligero y cadenciado. Las caderas deben siempre mostrarse activas a la menor indicación del jinete y por su acción, animan también a todas las partes del caballo.
- Gracias a su impulsión, siempre despierta, y a la flexibilidad de sus articulaciones, que ninguna resistencia paraliza, el caballo obedece de buen grado y sin dudar, y responde a las ayudas con calma y precisión, manifestando un equilibrio natural y armonioso, tanto físico como mental.
- En todo su trabajo, incluso en la parada, el caballo debe estar “en la mano”. Se dice que un caballo esta “en la mano” cuando el cuello está más o menos elevado y arqueado según el grado de doma y la extensión o reunión del aire, y acepta la embocadura con un contacto ligero y suave y una completa sumisión. La cabeza debe permanecer en una posición estable y, por regla general, ligeramente por delante de la vertical, con una nuca flexible y en el punto más alto del cuello, y el caballo no opone ninguna resistencia a su jinete.
- La cadencia se aprecia en el trote y el galope, y es el resultado de la propia armonía que muestra un caballo cuando se mueve con regularidad bien marcada, impulsión y equilibrio. La cadencia debe mantenerse en los diferentes ejercicios de trote o de galope y en todas las variaciones de estos aires.
- La regularidad de los aires es fundamental en doma clásica.

## Historia
Los orígenes del adiestramiento se remontan a la Edad Media, cuando oficiales de todas las caballerías europeas empezaron a practicar algunos ejercicios con ánimo de mejorar su manejo del caballo.
De su evolución a lo largo de los siglos y la inquietud por un mayor desarrollo en esta disciplina se crearon lo que hoy conocemos como las altas escuelas. Las primeras se crearon en las cortes renacentistas con tres estilos diferentes: la Alta Escuela Española de Viena (fundada en 1572), la Portuguesa de Marialva (fundada por Felipe IV en el siglo XVII) y la Francesa de Versalles (fundada por Luis XIV en el siglo XVII) y después, la Cadre Noir de Saumur.
En las dos primeras primaba el control y el alto grado de compostura, mientras que la francesa se caracterizaba por un estilo más ligero y el paso alto. Todas estas escuelas se crearon para que los oficiales de caballería aprendiesen o perfeccionasen la monta.
En ellas, la tradición clásica de la doma está considerada como forma de arte. Las tradiciones de los grandes maestros que originaron lo que hoy conocemos por doma clásica siguen mantenidas vivas actualmente en las escuelas anteriormente citadas, que aún siguen en activo, o en nuevas escuelas, como la Real Escuela Andaluza del Arte Ecuestre, en Jerez, fundada por Álvaro Domecq Romero, considerándole por ello una de los mayores impulsores de la doma clásica en España.

## Razas de caballo

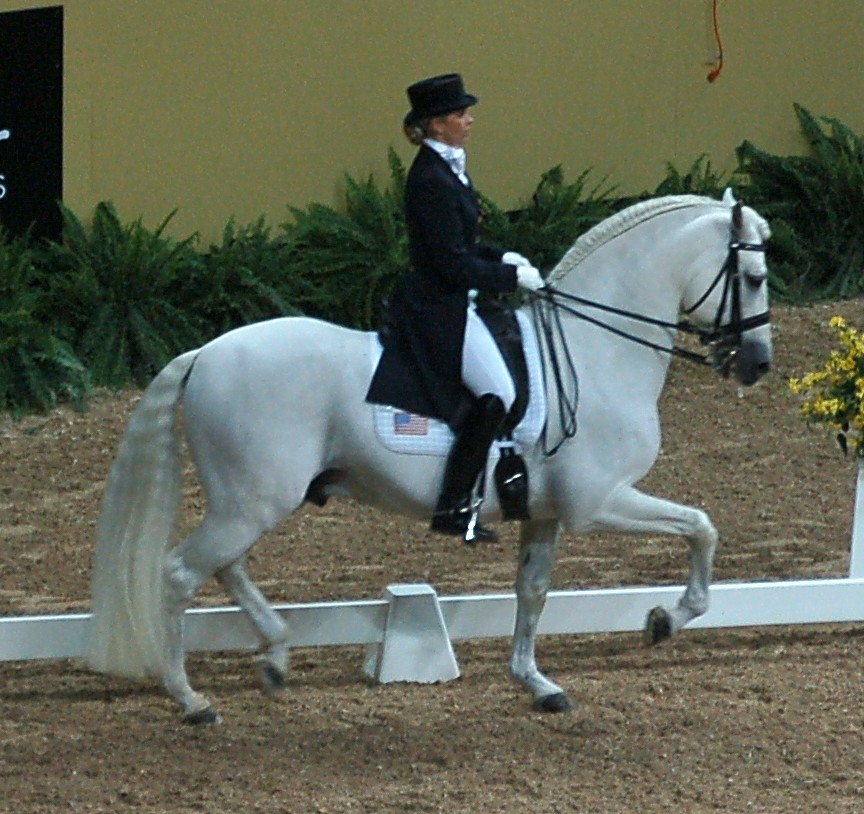
Caballo español realizando un passage.

Los caballos de todas las razas pueden practicar y obtener los beneficios que la práctica de la doma supone. En la alta competición los caballos más usados son de las razas llamadas de sangre caliente, como la hannoveriana (hann), la trakehner (trak), la oldenburguesa (oldbg), neerlandesa de sangre caliente (kwpn), danesa de sangre caliente (dwb) y otras nor y centro europeas ya que presentan, en general, unas excelentes condiciones atléticas y una mejor constitución para la realización de algunos ejercicios de doma, como los aires extendidos.
Los caballos de otras razas tienen mayor facilidad para otros ejercicios. Es el caso de los caballos de razas barrocas, como son el pura raza española (pre), el lusitano (psl), el lipizzano o el frisón. Estos caballos son capaces de realizar los aires elevados y reunidos con una mayor facilidad que los de sangre caliente. También tienen la reputación de aprender más fácilmente. La mejora en la cría de estas razas, especialmente la española y la lusitana, experimentada desde los años noventa del siglo XX está permitiendo que su presencia en las competiciones internacionales de alto nivel sea cada vez más abundante.
La raza del ejemplar juega un papel influyente en la competición. Los criadores de muchas razas seleccionan sus reproductores constantemente en busca de un caballo mejor para según qué deportes. Los ejemplos más característicos los tenemos en el Purasangre inglés, que es el mejor para las carreras, el percherón para tiro o el Silla Francés para el salto. En el siglo XXI, debido a las cada vez mayores exigencias atléticas para los caballos de doma clásica, las líneas de cría para las competiciones de salto y de doma en las razas europeas de sangre caliente se han aproximado mucho, siendo frecuente que hijos de un mismo semental destaquen unos en el salto y otros en la doma.

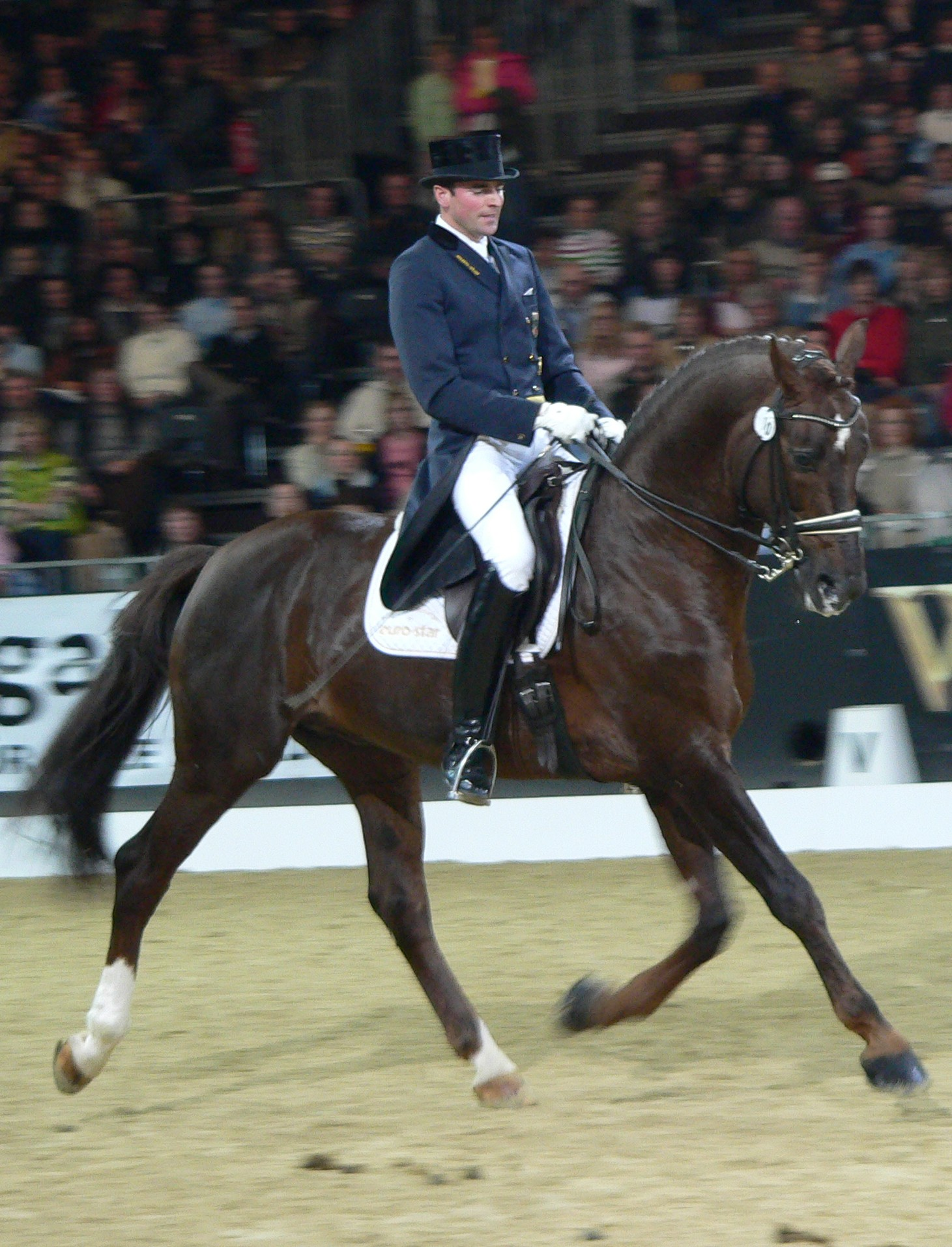
Un caballo hannoveriano.

De acuerdo con el ranking publicado por la Federación Mundial de Criadores de Caballos de Deporte (WBFSH en sus siglas en inglés), las razas que mejores resultados obtuvieron en competiciones oficiales de doma clásica de la FEI en 2010 fueron:
1. Holandés de sangre caliente (KWPN)
2. Hannoveriano (Hann)
3. Danés de sangre caliente (DWB)
4. Oldenburgués (Oldbg)
5. Westfaliano (Westf)
6. Holsteiner (Holst)
7. Pura raza española (PRE)
8. Pura sangre lusitano (PSL)
9. Trakehner (Trak)
10. Sueco de sangre caliente (SWB)

## La competición

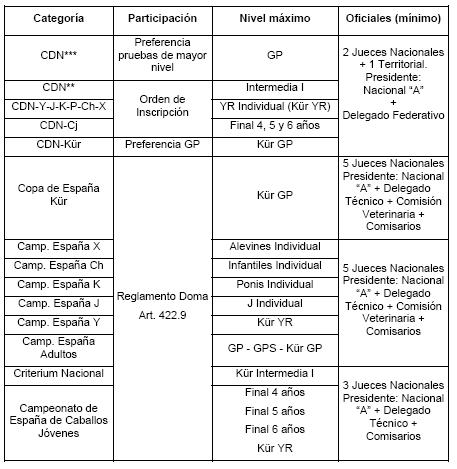
Tabla que el Reglamento de Doma 2008 de la RFHE dedica a las categorías de concurso.

Básicamente, la competición trata de que el caballo realice una serie de ejercicios (reprisse) en los distintos aires (paso, trote y galope), atendiendo a las órdenes que su jinete le da. El juez cuenta con la serie de ejercicios que el binomio realiza en pista. Este dará una nota entre el 0 y el 10 por cada ejercicio. Después de haber acabado la reprisse, el juez da unas notas de conjunto, en las que se valoran los aires, la impulsión, la sumisión y la posición y asiento del jinete, su corrección y el efecto de las ayudas en su caballo. Dichas notas, junto con alguna otra nota (por ejemplo la del paso largo en las pruebas de menores), tienen coeficiente dos, lo que hace que se duplique su importancia. Finalmente, se hace una media de todas las notas de cada juez. El binomio que más media obtenga será el ganador de la prueba.
La competición comienza en los niveles preliminares, en los que el juez desea ver libertad y equilibrio por parte del jinete. Es papel de los entrenadores el fijar las bases del trabajo futuro. En las primeras pruebas, el binomio solo ha de realizar ejercicios básicos al paso y al trote.
La dificultad va avanzando en una serie de categorías, que van desde las pruebas de Alevines hasta las pruebas de Jóvenes Jinetes, pasando por Infantiles, Cadetes y Juveniles. Después de estas categorías, existen dos más. Una de menor grado de dificultad, la Intermedia y una última, en la que más nivel se exige, llamada Gran Premio. Dicha categoría es la usada en los campeonatos internacionales y en los Juegos Olímpicos. Existen pruebas con reprises obligatorias, en las que caballo y jinete deben realizar una serie concreta de ejercicios en un orden establecido, y prueba libre o Kur, en las que cada jinete escoge su actuación realizando sus ejercicios, dentro de los permitidos por el reglamento de la FEI, al son de una música de su elección. Estas pruebas son las preferidas del público.

### La pista
Hay dos tamaños de pistas: pequeña de 40x20 m y estándar de 60x20 m. 
Cada uno tiene letras asignadas a las posiciones alrededor de la arena para especificar donde se realizarán los movimientos. La pista pequeña se utiliza para los niveles más bajos del adiestramiento. Sus letras alrededor del borde exterior, empezando con el punto de la entrada y moviéndose a la derecha, son A-K-E-H-C-M-B-F. Las letras también marcan localizaciones en el centro de la arena: Bajando la línea de centro, son D-X-G, con X en el centro. El segundo tamaño es 60x20:
las letras son las mismas que en la pista de 40X20 pero se añade la R, V, P, s. Generalmente se usa en competiciones Nacionales. 

## Campeonato del mundo
El Campeonato Mundial de Doma es el máximo torneo a nivel mundial de la doma clásica. Se disputa cada cuatro años desde 1966 y a partir de 1990 se celebra en el marco de los Juegos Ecuestres Mundiales (JEM). 
| Campeonatos Mundiales de Doma Clásica o Adiestramiento | Campeonatos Mundiales de Doma Clásica o Adiestramiento | Campeonatos Mundiales de Doma Clásica o Adiestramiento | Campeonatos Mundiales de Doma Clásica o Adiestramiento | Campeonatos Mundiales de Doma Clásica o Adiestramiento | Campeonatos Mundiales de Doma Clásica o Adiestramiento | Campeonatos Mundiales de Doma Clásica o Adiestramiento | Campeonatos Mundiales de Doma Clásica o Adiestramiento | Campeonatos Mundiales de Doma Clásica o Adiestramiento | Campeonatos Mundiales de Doma Clásica o Adiestramiento |
| ------------------------------------------------------ | ------------------------------------------------------ | ------------------------------------------------------ | ------------------------------------------------------ | ------------------------------------------------------ | ------------------------------------------------------ | ------------------------------------------------------ | ------------------------------------------------------ | ------------------------------------------------------ | ------------------------------------------------------ |
|                                                        |                                                        | Campeones Individuales                                 | Campeones Individuales                                 | Campeones Individuales                                 | Campeones por Equipos                                  | Campeones por Equipos                                  | Campeones por Equipos                                  | Campeones por Equipos                                  | Campeones por Equipos                                  |
| Año                                                    | Ciudad                                                 | Jinete                                                 | País                                                   | Caballo                                                | Equipo                                                 | Jinetes / Caballos                                     | Jinetes / Caballos                                     | Jinetes / Caballos                                     | Jinetes / Caballos                                     |
| 1966                                                   | Berna                                                  | Josef Neckermann                                       | Bandera de Alemania                                    | Mariano                                                | Bandera de Alemania                                    | J. Neckermann / Mariano                                | R. Klimke / Dux                                        | H. Boldt / Remus                                       |                                                        |
| 1970                                                   | Aquisgrán                                              | Elena Petushkova                                       | Bandera de la Unión Soviética                          | Pepel                                                  | Bandera de la Unión Soviética                          | E. Petushkova / Pepel                                  | Ivan Kizimov / Ichor                                   | Ivan Kalita / Tarif                                    |                                                        |
| 1974                                                   | Copenhague                                             | Reiner Klimke                                          | Bandera de Alemania                                    | Mehmed                                                 | Bandera de Alemania                                    | R. Klimke / Mehmed                                     | L. Linsenhoff / Piaff                                  | K. Schlüter / Liostro                                  |                                                        |
| 1978                                                   | Goodwood                                               | Christine Stückelberger                                | Bandera de Suiza                                       | Granat                                                 | Bandera de Alemania                                    | U. Schulten / Slibowitz                                | Harry Boldt / Woycek                                   | G. Grillo / Último                                     |                                                        |
| 1982                                                   | Lausana                                                | Reiner Klimke                                          | Bandera de Alemania                                    | Ahlerich                                               | Bandera de Alemania                                    | R. Klimke / Ahlerich                                   | G. Grillo / Galápagos                                  | U. Schulten / Madras                                   |                                                        |
| 1986                                                   | Cedar Valley                                           | Anne-Grethe Jensen                                     | Bandera de Dinamarca                                   | Marzog                                                 | Bandera de Alemania                                    | R. Klimke / Pascal                                     | G. Capellmann / Ampère                                 | Jo Hinemann / Ideaal                                   | H. Krug / Dukat                                        |
| 1990                                                   | Estocolmo                                              | Nicole Uphoff                                          | Bandera de Alemania                                    | Rembrandt                                              | Bandera de Alemania                                    | N. Uphoff / Rembrandt                                  | S. Rothenberger / Ideaal                               | A-K Kroth / Golfstrom                                  | M. Theodorescu / Ganimedes                             |
| 1994                                                   | La Haya                                                | Isabell Werth GP Especial                              | Bandera de Alemania                                    | Gigolo                                                 | Bandera de Alemania                                    | I. Werth / Gigolo                                      | N. Uphoff / Rembrandt                                  | B. K. Balkenhol / Goldstern                            | K. Rehbein / Donnerhall                                |
| Id.                                                    | Id.                                                    | Anky van Grunsven GP Libre                             | Bandera de los Países Bajos                            | Bonfire                                                |                                                        |                                                        |                                                        |                                                        |                                                        |
| 1998                                                   | Roma                                                   | Isabell Werth                                          | Bandera de Alemania                                    | Gigolo                                                 | Bandera de Alemania                                    | I. Werth / Gigolo                                      | N. Capellmann / Gracioso                               | K. Rehbein / Donnerhall                                | U. Salzgeber / Rusty                                   |
| 2002                                                   | Jerez                                                  | Nadine Capellmann                                      | Bandera de Alemania                                    | Farbenfroh                                             | Bandera de Alemania                                    | N. Capellmann / Farbenfroh                             | U. Salzgeber / Rusty                                   | K. Husenbeth / Piccolino                               | A-K Linsenhoff / Renoir                                |
| 2006                                                   | Aquisgrán                                              | Isabell Werth GP Especial                              | Bandera de Alemania                                    | Gigolo                                                 | Bandera de Alemania                                    | I. Werth / Satchmo                                     | N. Capellmann / Elvis                                  | H. Kemmer / Bonapart                                   | H. Schmidt / Wansuela Suerte                           |
| Id.                                                    | Id.                                                    | Anky van Grunsven GP Libre                             | Bandera de los Países Bajos                            | Salinero                                               |                                                        |                                                        |                                                        |                                                        |                                                        |
| 2010                                                   | Lexington                                              | Edward Gal                                             | Bandera de los Países Bajos                            | Moorlands Totilas                                      | Bandera de los Países Bajos                            | H. P. Minderhoud / Nadine                              | I. Schellekens / Sunrise                               | A. Cornelissen / Parzival                              | E. Gal / Moorlands Totilas                             |
| Id.                                                    | Id.                                                    | Edward Gal GP Libre                                    | Bandera de los Países Bajos                            | Moorlands Totilas                                      |                                                        |                                                        |                                                        |                                                        |                                                        |
| 2014                                                   | Caen                                                   | Charlotte Dujardin                                     | Bandera de Reino Unido                                 | Valegro                                                | Bandera de Alemania                                    | Isabell Werth / Bella Rose                             | Helen Langehanenberg / Damon Hill                      | Kristina Sprehe / Desperados                           | Fabienne Lütkemeier / D'Agostino                       |
| Id.                                                    | Id.                                                    | Charlotte Dujardin GP Libre                            | Bandera de Reino Unido                                 | Valegro                                                |                                                        |                                                        |                                                        |                                                        |                                                        |

## Disciplina olímpica
Esta disciplina se aceptó en los Juegos Olímpicos en 1912 y las pruebas olímpicas son las más avanzadas. Este nivel de la prueba exige la mayor habilidad y concentración del caballo y del jinete.

### Campeones olímpicos
| Juegos Olímpicos | Juegos Olímpicos              | Juegos Olímpicos                   | Juegos Olímpicos |
| ---------------- | ----------------------------- | ---------------------------------- | ---------------- |
| Año              | País                          | Jinete                             | Caballo          |
| 1912             | Bandera de Suecia             | Carl Bonde                         | Emperor          |
| 1920             | Bandera de Suecia             | Janne Lundblad                     | Uno              |
| 1924             | Bandera de Suecia             | Ernst Linder                       | Piccolomini      |
| 1928             | Bandera de Alemania           | Carl-Friedrich Freiherr von Langen | Draufgänger      |
| 1932             | Bandera de Francia            | Xavier Lesage                      | Taine            |
| 1936             | Bandera de Alemania           | Heinz Pollay                       | Kronos           |
| 1948             | Bandera de Suiza              | Hans Moser                         | Hummer           |
| 1952             | Bandera de Suecia             | Henri Saint Cyr                    | Master Rufus     |
| 1956             | Bandera de Suecia             | Henri Saint Cyr                    | Juli             |
| 1960             | Bandera de la Unión Soviética | Sergej Filatow                     | Absent           |
| 1964             | Bandera de Suiza              | Henri Chammartin                   | Woermann         |
| 1968             | Bandera de la Unión Soviética | Iwan Kisimow                       | Igor             |
| 1972             | Bandera de Alemania           | Liselott Linsenhoff                | Piaff            |
| 1976             | Bandera de Suiza              | Christine Stückelberger            | Granat           |
| 1980             | Bandera de Austria            | Elisabeth Theurer                  | Mon Chérie       |
| 1984             | Bandera de Alemania           | Reiner Klimke                      | Ahlerich         |
| 1988             | Bandera de Alemania           | Nicole Uphoff                      | Rembrandt        |
| 1992             | Bandera de Alemania           | Nicole Uphoff                      | Rembrandt        |
| 1996             | Bandera de Alemania           | Isabell Werth                      | Gigolo           |
| 2000             | Bandera de los Países Bajos   | Anky van Grunsven                  | Bonfire          |
| 2004             | Bandera de los Países Bajos   | Anky van Grunsven                  | Salinero         |
| 2008             | Bandera de los Países Bajos   | Anky van Grunsven                  | Salinero         |
| 2012             | Bandera del Reino Unido       | Charlotte Dujardin                 | Valegro          |
| 2016             | Bandera del Reino Unido       | Charlotte Dujardin                 | Valegro          |
| 2020             | Bandera de Alemania           | Jessica von Bredow-Werndl          | TSF Dalera BB    |